# シスチンレダクターゼ
シスチンレダクターゼ（cystine reductase）は、システインおよびメチオニン代謝酵素の一つで、次の化学反応を触媒する酸化還元酵素である。
2 L-システイン + NAD+ {\displaystyle \rightleftharpoons } L-シスチン + NADH + H+
反応式の通り、この酵素の基質はL-システインとNAD+、生成物はL-シスチンとNADHとH+である。
組織名はL-cysteine:NAD+ oxidoreductaseで、別名にcystine reductase (NADH)、NADH-dependent cystine reductase、cystine reductase (NADH2)、NADH2:L-cystine oxidoreductaseがある。